# Pantoporia cosmia
Pantoporia cosmia är en fjärilsart som beskrevs av Semper 1878. Pantoporia cosmia ingår i släktet Pantoporia och familjen praktfjärilar. Inga underarter finns listade i Catalogue of Life.